# Paüls de Flamisell
|  | Aquest article tracta sobre el poble del Pallars Jussà. Vegeu-ne altres significats a «Paüls (desambiguació)». |

Paüls de Flamisell, és un poble del municipi de la Torre de Cabdella, al Pallars Jussà; està situat a la Coma de Mont-ros, davant i a 750 metres al sud-est de Mont-ros. És un dels tres pobles de la Coma, juntament amb Mont-ros i Pobellà. Com aquests altres pobles, pertanyia a l'antic terme de Mont-ros.

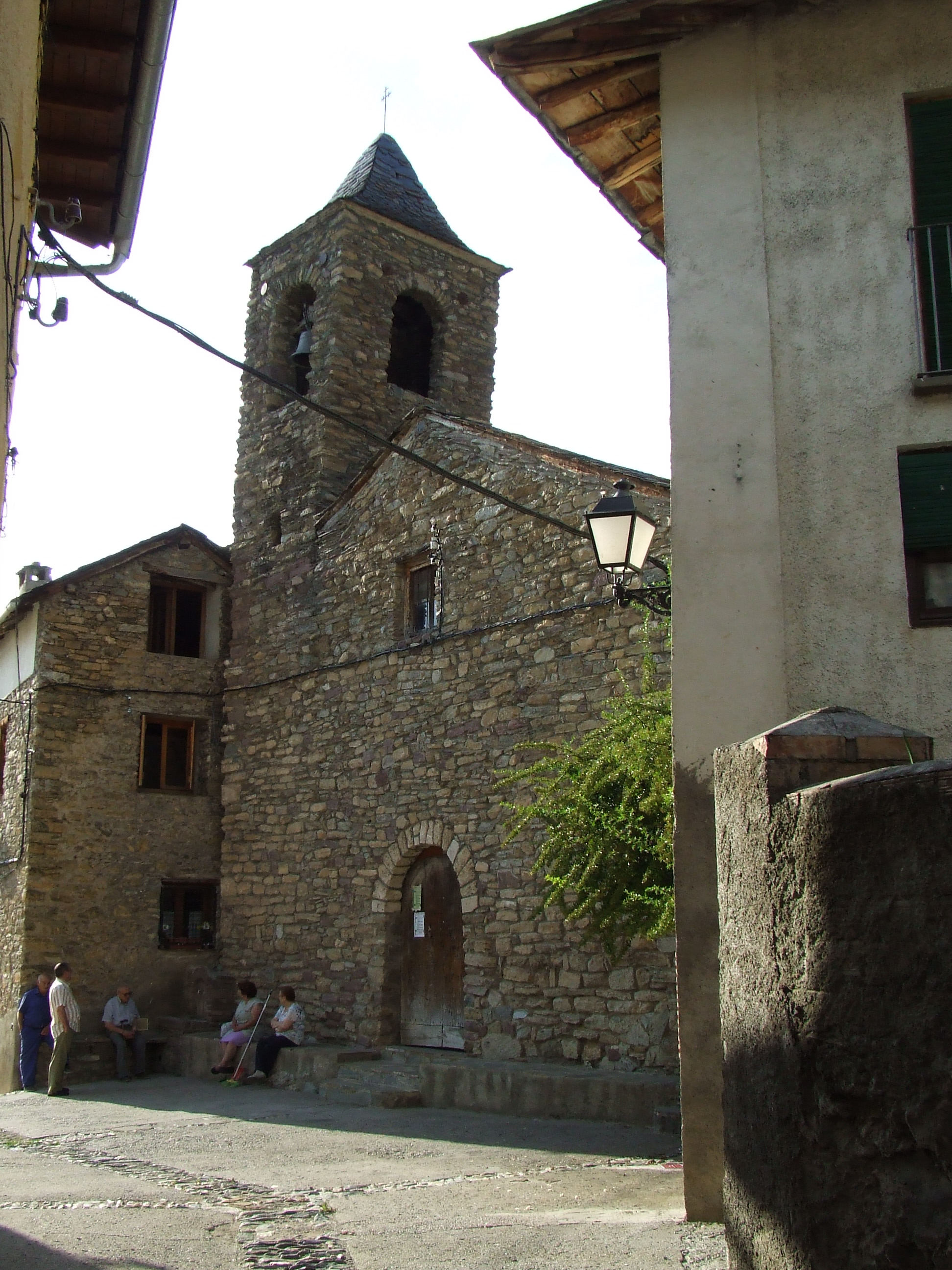
L'església de Sant Iscle i Santa Victòria

El poble està situat en un coster a l'extrem meridional de la Coma de Mont-ros. Conserva característiques de poble clos, amb restes d'una torre de la murada que el tancava.
L'església de Paüls de Flamisell és dedicada a sant Iscle i santa Victòria. Ha estat sempre annexa de Santa Maria de Mont-ros, des que se'n troba un esment, a principis del segle xvi. El lloc de Paduls està documentat des del 1064.
A prop i al nord-oest del poble hi ha l'ermita romànica de Santa Llúcia de Paüls de Flamisell.

## Etimologia
Com tots els topònims compostos, cal explicar per separat els dos components. La forma Paüls és una de les derivades en català del llatí paludes, a través de la metàtesi en padules i de la posterior caiguda de la d intervocàlica. Així, voldria dir, senzillament, aiguamolls.
De Flamisell és a causa de la proximitat del riu Flamisell, i de la necessitat de diferenciar aquest poble de Paüls d'altres de la mateixa regió.

## Història

### Edat mitjana
El lloc de Paüls de Flamisell és esmentat ja el 1064 i el 1198: in villa quod dicitur Pobelar et in terminum castelli de Montros.

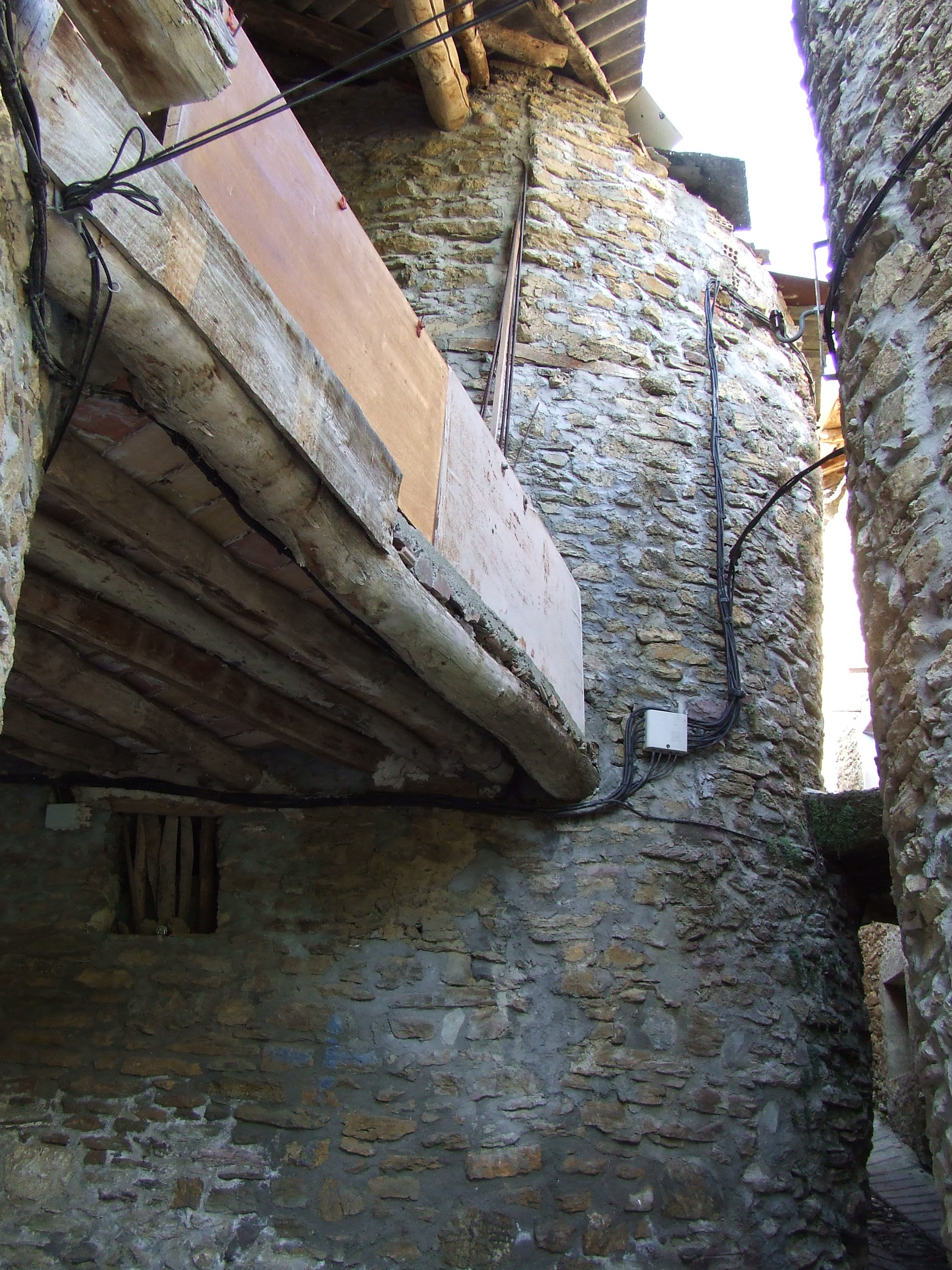
Restes d'una torre de la murada del poble

La senyoria del lloc fou des de la fi del segle xv dels marquesos de Pallars i ducs de Cardona, a través de la castlania de Montcortès de Pallars i de Peramea. El 1488, però, Joan Ramon Folc de Cardona donà la castlania de Mont-ros, juntament amb els llocs i termes de Paüls de Flamisell i de Pobellà a Agustí de Planissolet. D'aquest darrer, la castlania passà als Senaller i als Plandolit, amb el cognom d'Areny-Plandolit. El 1640 consta com a senyor de Paüls el tortosí Lluís de Montsuar i Sebil de Canyissar, secretari del Consell d'Aragó en aquells temps.

### Edat moderna
El 1553 Pahus enregistrava 9 focs civils i cap d'eclesiàstic (uns 210 habitants).
El 1718 consten a Paüls de Flamisell 18 habitants. Al cens de Floridablanca, del 1787, Paüls de Flamisell presenta 18 habitants, dels quals 11 són homes i 7, dones. Aquest cens és molt precís: de solters, 4 homes i 3 dones; de casats, 4 de cada sexe, i de vidus, una forta desigualtat: 3 i 18. Cinc són pagesos i dos, jornalers. Els altres (dones i canalla) sumen 11. El 1831, dins del senyoriu del Marquès de Pallars, hi consten 113 habitants.

### Edat contemporània
Entre 1812 i el febrer del 1847 Pauls gaudí d'ajuntament propi. Es formà a partir de la promulgació de la Constitució de Cadis i el seu desplegament, i fou suprimit, agregant-lo a Mont-ros, a causa del límit fixat en la llei municipal del 1845 del mínim de 30 veïns (caps de família) indispensables per a mantenir l'ajuntament propi.
Pascual Madoz inclou Pauls en el seu Diccionario geográfico... del 1845. Segons l'article que en parla, el poble és a la falda de la muntanya de Pobellà, amb clima fred, combatut pels vents del sud, propens a cadarns. 8 cases formen el poble, una font que abasteix el poble, i l'església, annexa de la parròquia de Mont-ros. El terreny és de qualitat mitjana, i hi ha pastures artificials per al bestiar, així com la muntanya de Sant Guiu amb prats naturals. S'hi produïa blat, llegums, patates, herba, pomes, poca fruita i una mica d'hortalisses. S'hi criaven vaques i ovelles, i hi havia cacera abundant de perdius i llebres. Formaven el poble 7 veïns (caps de família) i 61 ànimes (habitants).
Segons Ceferí Rocafort, Paüls de Flamisell tenia, vers el 1915, 34 edificis, amb 88 habitants.
El 1970 els habitants s'havien reduït a 41, el 1981 a 8, i el 1994, a 9. És evident la recuperació dels darrers anys, atès que el 2005 torna a haver-hi censades 34 persones, en un senyal de recuperació recent de la població.

## Festes i tradicions
Jaume Arnella, també dedica un esment a Paüls de Flamisell en el seu Romanço de la Vall Fosca, romanç tradicional de nova creació. Després del fragment dedicat a la Plana de Mont-ros diu:
| «                                         | Astell, Oveix i Guiró, els tres pobles del Solà, i els tres pobles de la Coma: Paüls, Mont-ros, Pobellà. | » |
| — Jaume Arnella, Romanço de la Vall Fosca | |   |

I el Romanço... continua a la Torre de Cabdella.

## Cultura
La font de Paüls és un lloc destacar, ja que és on anaven a ballar i cantar per Santa Llúcia.